# Kundian
Kundian é uma cidade do Paquistão localizada na província de Punjab.